# Coptocephala brevicornis
Coptocephala brevicornis is een keversoort uit de familie bladkevers (Chrysomelidae). De wetenschappelijke naam van de soort werd in 1872 gepubliceerd door Lefèvre.